# عجوقة عطرية
أجوجا أو عجوقة عطرية أو سندقورة(الاسم العلمي: Ajuga iva) هو نوع نباتي يتبع جنس العجوقة من الفصيلة الشفوية.

## تسميات
شندقورة عطرية، عرصف عطري، بوق عطري، جعدة عطرية.			